# Академік Вернадський

Логотип станції

Акаде́мік Верна́дський (до 1996 — Фараде́й; англ. Faraday Station) — єдина українська антарктична станція. Розташована на мисі Марина острова Галіндез за 7 км від західного узбережжя Антарктичного півострова. Вона працює постійно і є метеорологічною та геофізичною обсерваторією. Головне призначення станції — проведення наукових досліджень в Антарктиці. Для виконання цієї задачі підпорядковано всю життєдіяльність станції та Національного антарктичного наукового центру (НАНЦ).
Заснована в 1947 році як британська станція «Фарадей»; 1954 перенесена на острів Галіндез; у лютому 1996 року була передана Британією Україні та перейменована на честь видатного українського вченого, академіка Володимира Вернадського, першого президента НАН України. Перша українська антарктична експедиція (1996—1997 рр.) під час передачі станції сплатила за неї символічну ціну в один фунт стерлінгів.
Метою Державної цільової науково-технічної програми проведення досліджень в Антарктиці на 2011—2020 роки є забезпечення проведення фундаментальних та прикладних наукових досліджень в Антарктиці, ефективного функціонування антарктичної станції «Академік Вернадський», виконання Україною міжнародних зобов'язань відповідно до Договору про Антарктику та науково обґрунтованої оцінки перспектив освоєння біологічного та мінерально-ресурсного потенціалу регіону.

## Кліматичні умови
Клімат на станції — морський субантарктичний, тобто відносно м'який, оскільки Південний океан діє як акумулятор тепла. Середня температура влітку близько 0 °C, взимку не нижче від −18 °C. Зниження температури повітря взимку відбувається, коли південний вітер приносить охолоджені маси повітря з континентальної Антарктиди. Взимку характерні часті вітри понад 30—35 м/с. Близько 300 днів на рік — опади (сніг), небо безхмарне лише 25—30 днів.
Мінімальна температура, зафіксована на станції — −47 °C. Річна кількість опадів за період 1986—2011 років змінювалась від 220 до 670 мм.
Аномально високі температури були зареєстровані в Антарктиді у 2023 році. Температура на українській антарктичній станції імені Вернадського побила липневий температурний рекорд — +8,7 °С. Попереднє рекордне значення було зафіксоване у липні 1965 року, воно становило +5,6 °C, коли станція ще належала Великій Британії.
Глобальне потепління призвело до підвищення температури води океану навколо Антарктиди. Згідно з даними спостережень станції «Академік Вернадський», у листопаді 2022 року температура води в моніторингових точках становила від -1,1 до -0,7 °C, а в листопаді 2023 року вона піднялася до позначки від 0,3 до 0,9 °C. Відповідно, за повідомленням Національного антарктичного наукового центру (НАНЦ), у листопаді 2023 року, рівень хлорофілу у воді збільшився у 2,5−3 рази, порівняно з попереднім роком. Українські вчені розповіли про кліматичні аномалії, зафіксовані на станції «Академік Вернадський», та їхній вплив на Антарктику й планету загалом, під час 28-ї Конференції ООН зі зміни клімату COP28, яка проходила з 30 листопада — до 12 грудня 2023 року у Дубаї (ОАЕ).
Глобальне потепління призводить до відламування айсбергів від шельфових льодовиків Антарктиди. Зокрема, в червні 2025 року, від вчених чергової експедиції на антарктичній станції «Академік Вернадський» надійшло повідомлення, що вже близько місяця поблизу станції дрейфує велетенський айсберг, довжина якого складає - 1285 м, висота видимої частини айсберга - 80 м, ширина - близько 90 м.

## Історія
Наукова база на Аргентинських островах поблизу Антарктичного півострова заснована під час Британської експедиції на Землю Ґреяма в 1934—1937 роках. Як постійно діюча метеообсерваторія, база почала працювати на острові Вінтер з 1947 року. Споруда першої бази, так звана хатина Ворді, збереглася донині і є туристичним об'єктом.
Упродовж зимівлі 1953—1954 років станція була перенесена на мис Марина острова Галіндез. Після 1953 року тут було зведено ще декілька будівель, а більшість з них з'явилася протягом 1979—1980 років. У 1984 році було споруджено також невеликий будиночок аварійної бази — хатина Расмуссена. У 1985 році саме над станцією «Фарадей» британські вчені відкрили явище озонової діри.
У 1992 році, після розпаду Радянського Союзу, Росія оголосила себе правонаступницею всіх антарктичних станцій СРСР і відмовила Україні в передачі однієї із них. Упродовж лютого-серпня 1992 року направлено низку ініціативних листів вчених і спеціалістів, звернень установ і організацій до державних органів щодо необхідності відновлення і продовження Україною діяльності в Антарктиці.
3 липня 1992 року Президент України Леонід Кравчук видав указ про участь України в дослідженнях Антарктики. У серпні 1992 року Верховна Рада схвалила документи про приєднання України до Антарктичного договору, а 26 жовтня 1993 року утворено Центр антарктичних досліджень (згодом — Український антарктичний центр), який очолив Петро Гожик.
У листопаді 1993 року Велика Британія розповсюдила серед посольств пропозицію про передачу станції «Фарадей» на острові Галіндез Аргентинського архіпелагу одній з держав, які ще не мали станцій на континенті. Цю ідею підхопили українські дипломати — тогочасний посол України у Британії Сергій Комісаренко та радник посольства з питань науки Роланд Франко (онук Івана Франка). У березні-квітні 1994 року Юрій Оскрет і Андрій Чебуркін їздили в Кембридж для знайомства з роботою Британської антарктичної служби (БАС). У рамках цього Чебуркін з'їздив на станцію «Фарадей». У серпні 1994 року БАС утверджується в намірі передати станцію «Фарадей» Україні, пропонуючи відрядити 4 фахівців для докладного вивчення систем забезпечення станції, наукової роботи і апаратури, дизельного господарства і систем зв'язку. У серпні-вересні 1994 року проходить 23-тя сесія Організації країн Антарктичного договору, на якій Україну було прийнято до організації.

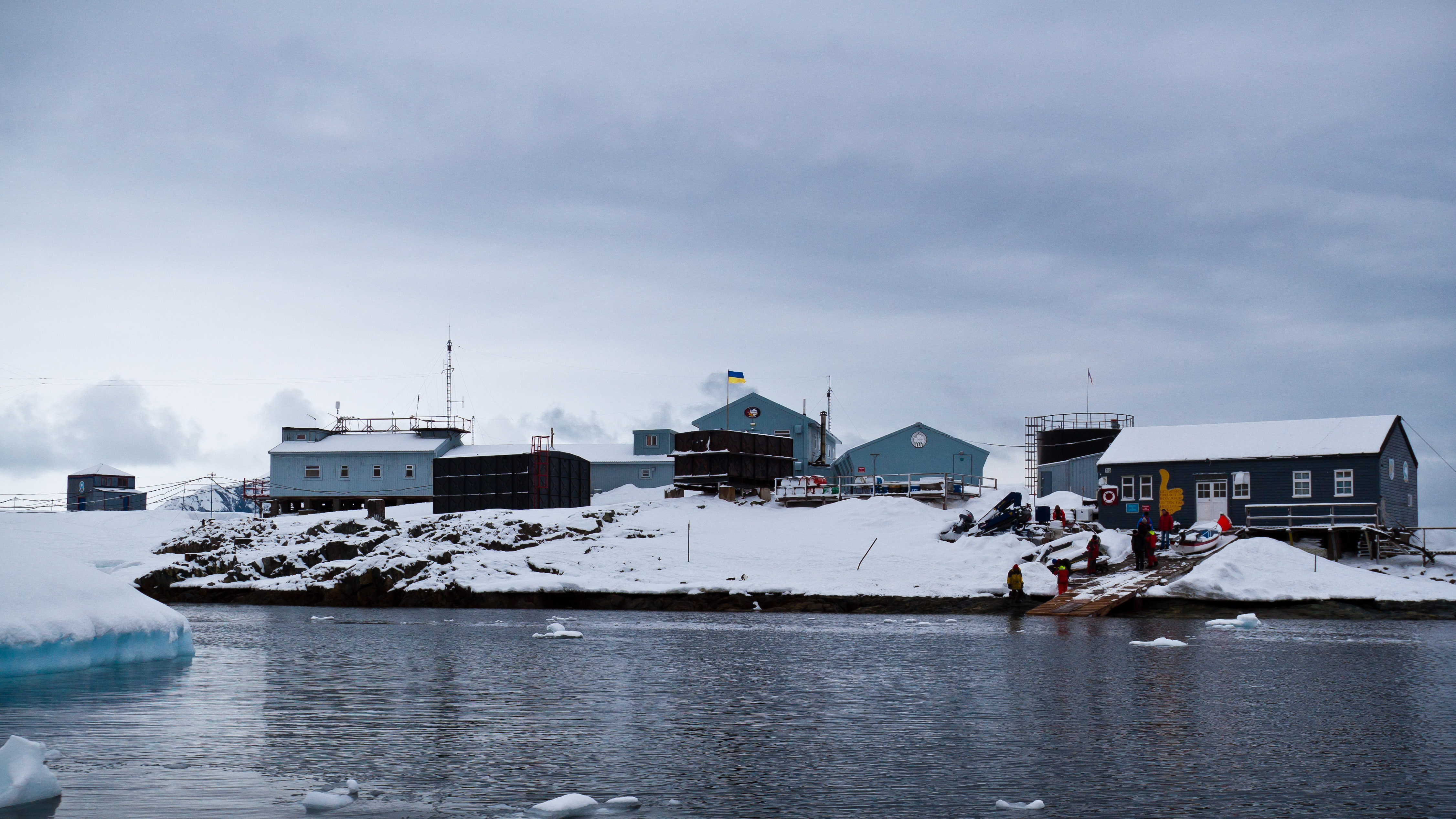
Станційні споруди

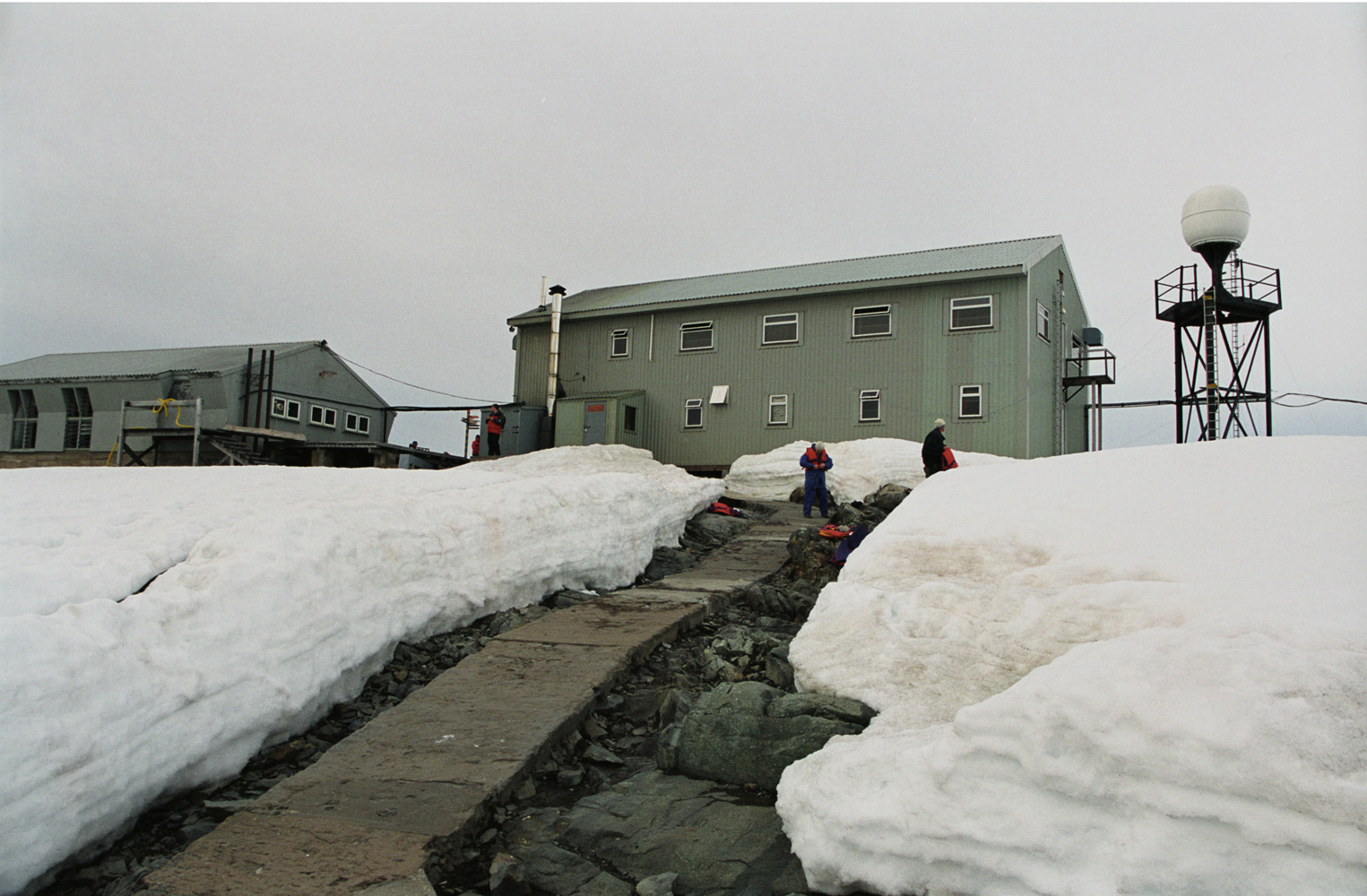
Станційні споруди

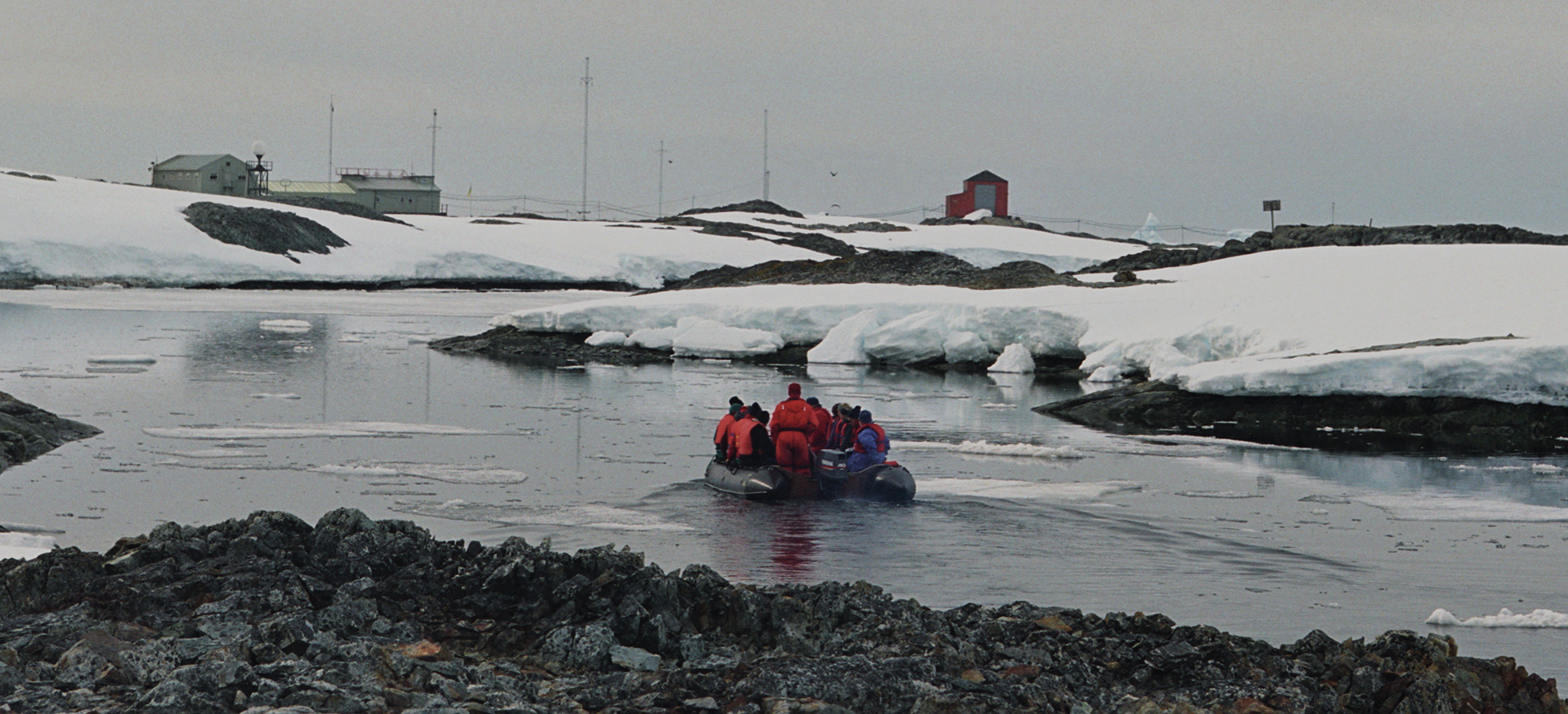
Поблизу станції

21 листопада 1994 року фонд «Відродження» виділив 12000 доларів на проєкт «Україна повертається в Антарктиду». 5 грудня 1994 року група у складі Ю. Оскрета (забезпечення станції), Г. Міліневського (наукові програми), О. Люшнівського (зв'язок) і В. Гергієва (дизельне господарство) відбула на станцію «Фарадей». Вони були на станції з 17 грудня 1994 року по 15 лютого 1995 року. 20 липня 1995 року в Лондоні Посол України Комісаренко Сергій Васильович підписав міжурядову угоду, а директор ЦАД Петро Гожик — Меморандум між ЦАД і БАС про безкоштовну передачу антарктичної станції «Фарадей» Україні не пізніше 31 березня 1996 року.
6 лютого 1996 року, о 18:45, над станцією був урочисто піднятий Державний прапор України.
Перша експедиція пройшла успішно. За високий професіоналізм, виявлений в екстремальних умовах Антарктики при виконанні завдань Першої української антарктичної експедиції Указом Президента України у квітні 1998 року орденом «За заслуги» ІІІ ступеня нагороджено Геннадія Міліневського (начальника станції), орденом «За мужність» ІІІ ступеня Володимира Бахмутова (геофізика) і Леоніда Говоруху (гляціолога). На станції залишилась пам'ятка зі списком учасників Першої антарктичної експедиції.
У січні 2019 року заплановано провести модернізацію станції, це буде перший значний ремонт за 22 роки. Роботи триватимуть 2,5 місяці, на це у 2018 році було виділено 35 млн гривень. Заплановано встановити нові дизельні двигуни, новий опріснювач води, замінити системи опалення і дах на всіх приміщеннях станції, переобладнати медичний кабінет і біологічну лабораторію, побудувати паливний трубопровід і полагодити паливний бак.
З 2017 року на станції функціонує мережа Інтернет. Спочатку об'єм даних для обміну був обмежений 500 Мб на місяць. З 2018 року збільшився до 10 Гб, а з 2019 — до 30 Гб на місяць.
8 травня 2020 року на станції «Академік Вернадський» загинув учасник 25-ї Української антарктичної експедиції (УАЕ) Василь Омелянович. Це перша смерть на станції за весь український період. Василь наклав на себе руки через особисті проблеми, він працював на станції кухарем. Обов'язки кухаря на станції стали по черзі виконувати інші учасники експедиції.
У квітні 2020 року на станції «Академік Вернадський» було встановлено вертикальний радіолокатор опадів Metek MRR-PRO — єдиний на Антарктичному півострові. Основною його цінністю є відображення вертикальної структури опадів: інтенсивності опадів, швидкості падіння часток, спектру розмірів часток, вологовмісту, висоти танення.
9 квітня 2021 року на станції встановили та запустили антену General Dynamics діаметром 2,4 м. Антену і весь комплекс ІТ-обладнання для нової якості зв'язку загальною вартістю біля 30 тис. доларів подарувала українська ІТ-компанія MacPaw. Обладнання підвищило швидкість підключення до мережі Інтернет та збільшило швидкість передачі даних в мережу у 8 разів: з 500 kb/s до 4 Mb/s.

## Споруди станції
Весь комплекс будівель встановлено на кам'яній основі острова Галіндез. Більшість з них були зведені протягом 1979–1980 років. На території станції розташовані:
- два модулі з немагнітного матеріалу, де встановлені магнітометри;
- аерологічний павільйон (використовується також як гараж для чотирьох снігоходів);
- будиночок ДНЧ-лабораторії;
- стара генераторна з двома холодильниками, де розміщено столярну майстерню;
- будівля аварійної бази, яка пристосована під склад антен та запасів продуктів.

У 1984 році британці спорудили також невеликий будиночок аварійної бази на півострові за 9 км від станції — хатина Расмуссена. Джерелом електроенергії на станції є три дизель-генератори Broadcrown/Volvo-Penta, потужністю 100 кВт кожний.
На станції працюють також:
- найпівденніший у світі бар «Фарадей», який був облаштований ще за часів належності станції до Великої Британії[26];
- найпівденніша православна культова споруда в світі — каплиця святого рівноапостольного князя Володимира.

На станції штат зимівників на 2019 —2020 роки становить 12 осіб (7 науковців, 3 інженерно-технічних співробітники, лікар та кухар).
2022 року в складі XVII експедиції працювало 14 осіб, дозвіллям на станції були книги та спорт. Є музей з фотографії експедицій, музичними та альпіністськими інструментами, валютами різними держав. Досліджують вчені флору та фауну, а також клімат і глобальне потепління.
На початку березня 2023 року на станції встановили артінсталяцію під назвою «Дім. Спогади» та український тризуб Володимира Великого. Проєкт був створений balbek bureau та «Майстернею Чудес».

## Наукові експедиції

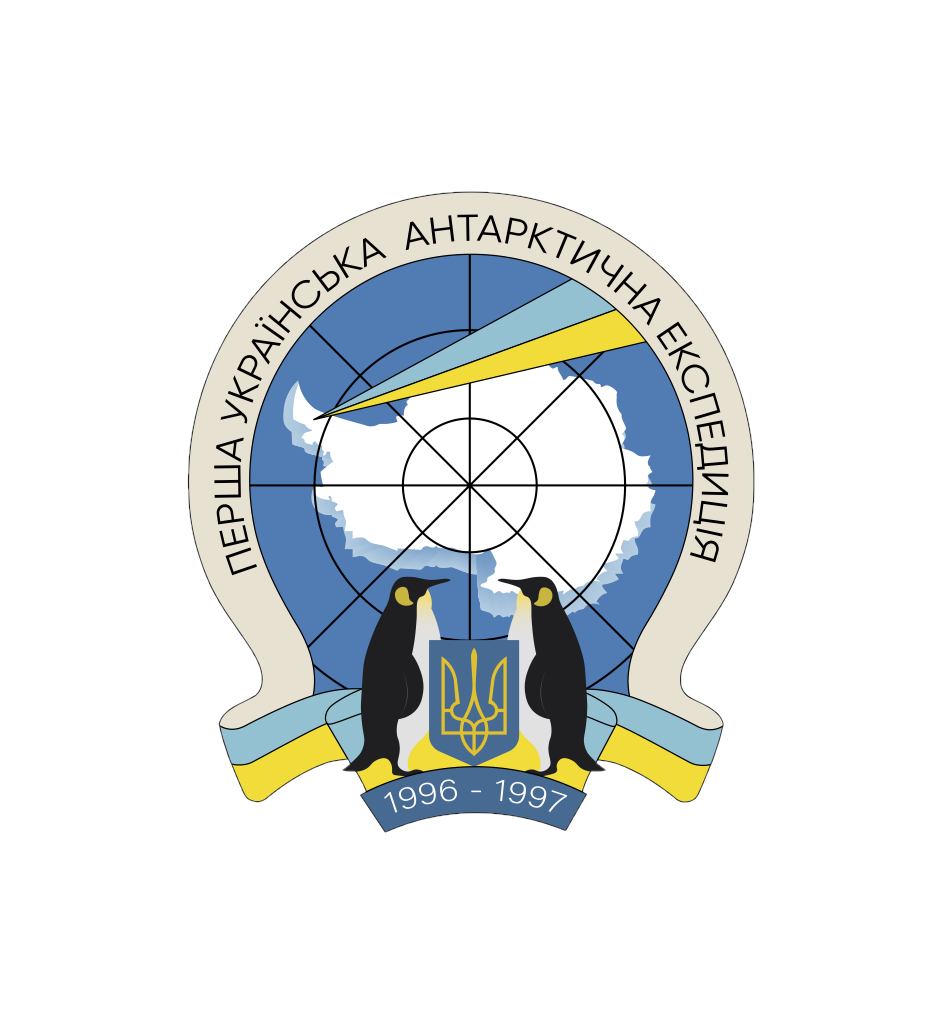
Емблема Першої української антарктичної експедиції

## Напрямки наукових досліджень
Основними напрямками наукових досліджень на станції «Академік Вернадський» є:
- Океанографічні та біоресурсні[37];
- Гідрометеорологічні[38];
- Фізика полярного геокосмосу і сонячно-земних зв'язків;
- Ядерно-фізичні дослідження Землі та атмосфери;
- Геолого-геофізичні;
- Сейсмоакустичні вимірювання[39];
- Біологічні (системне дослідження структури та функцій антарктичних біоценозів);
- Медико-фізіологічні.

## Міжнародні програми

### Проєкт POLARIN
Згідно повідомлення Національного антарктичного наукового центру (НАНЦ), українські полярники виграли конкурс у програмі ЄС «Горизонт Європа» та візьмуть участь у проєкті «POLARIN: POLAr Research Infrastructure Network». Станція «Академік Вернадський» та криголам «Ноосфера» увійдуть до міжнародної мережі інфраструктур для полярних досліджень, що дозволить Україні залучити додаткові кошти в антарктичну програму, а українським вченим — використовувати полярні об'єкти інших країн та брати участь у важливих наукових ініціативах.
Проєкт «POLARIN» передбачає, що кожен учасник консорціуму зможе використати для своїх досліджень інфраструктуру інших учасників. Також це можуть бути колаборації кількох організацій для спільних досліджень складних проблем. «POLARIN» розрахований на 2 роки (2024—2025) і має загальний бюджет майже 14,6 млн євро. Для українських полярників цей проєкт цінний тим, що дозволить залучити додаткові кошти для досліджень, адже в умовах війни науковий бюджет України є вкрай обмеженим. Це дозволить Україні залучити пів мільйона євро в антарктичну програму з метою забезпечення доступу українських вчених до іноземних інфраструктур, а також для покриття витрат з доступу закордонних дослідників до українських об'єктів.
Згідно плану, у проєкті візьмуть участь усі оператори полярних досліджень ЄС, а також відповідні оператори Чилі, Канади, США, Великої Британії та інших країн. Загалом це 50 організацій та 79 об'єктів інфраструктури в обох полярних регіонах — Арктиці та Антарктиці, зокрема, 38 дослідницьких станцій, 12 суден, 18 обсерваторій, 4 репозитаріїв та 7 баз даних.

## Публічна демонстрація досягнень
6 лютого 2021 року, до 25-річчя станції, в Музеї науки була відкрита інтерактивна виставка.
10 травня 2024 року, в Миколаївському обласному музеї суднобудування та флоту відкрилася фотовиставка Національного антарктичного наукового центру (НАНЦ) «Україна в Антарктиці: дослідження та незламність». Виставка присвячена 25-річній роботі українців у дослідженнях Антарктиди. Окрім фотографій, на виставці представлено різні полярні артефакти з фондів музею. Серед них опудало пінгвіна, китовий вус, зразки гірських порід тощо. Доповнюють експозицію шеврони антарктичної станції «Академік Вернадський», НАНЦ, різних експедицій, науково–дослідницького судна «Ноосфера» та спецодяг полярника.

## Критика
В травні 2024 року, українські полярники на офіційній сторінці Національного антарктичного наукового центру (НАНЦ) відповіли на звинувачення в інфопросторі стосовно виділення великої суми коштів з державного бюджету нібито на «вивчення пінгвінів».

## У культурі
Українська експедиція до Антарктиди присутня у сюжеті роману Андрія Куркова «Пікнік на льоду» (1996), що перекладений більш ніж тридцятьма мовами.
У 2006 році Національний Банк України видав ювілейну монету «10 років антарктичній станції Академік Вернадський». На реверсі зображено абрис Антарктиди та в центрі нуля напису «10 років» зірочкою позначено географічне розташування станції.
Станцію зображено на поштових марках:
- «Перша українська антарктична експедиція», 1996 рік, 20 купонів
- «Антарктична станція Академік Вернадський», 2009 рік, 3 гривні 30 копійок